# Fedorets (inslagkrater)
Fedorets is een inslagkrater op de planeet Venus. Fedorets werd in 1985 genoemd naar de Sovjet-Russische astronome Valentina Fedorets (1923-1976).
De krater heeft een diameter van 57,6 kilometer en bevindt zich in het quadrangle Meskhent Tessera (V-3).